# Ryūk
Ryūk (jap. リューク Ryūku) – fikcyjna postać z serii Death Note, autorstwa Tsugumiego Ōby i Takeshiego Obaty. Ryūk jest znudzonym shinigami (japońskim bogiem śmierci), który upuszcza na Ziemię Notatnik Śmierci. Jest to przedmiot, który pozwala zabić każdego, o ile użytkownik zna jego imię oraz twarz. Notes trafia do Tokio, gdzie podnosi go Light Yagami, uzdolniony intelektualnie licealista, który próbuje grać rolę boga i wykorzystywać go do oczyszczenia świata ze zła.
W anime głos Ryūkowi udziela Nakamura Shidō (w wersji japońskiej) oraz Brian Drummond (w wersji angielskiej). W musicalu głos podłożył mu Kōtarō Yoshida. W filmie z 2017 głosu udzielił mu Willem Dafoe.

## Opis postaci
Ryūk jest shinigamim towarzyszącym Lightowi Yagamiemu. Z nudów upuszcza swój Notes Śmierci w świecie ludzi. Zapisuje w notesie imiona i nazwiska mających umrzeć, dzięki czemu zyskuje dodatkowe lata życia, które by zmarłym pozostały. Widzi datę śmierci i prawdziwe nazwisko każdego człowieka dzięki oczom shinigami. Widzą go i słyszą tylko ci śmiertelnicy, którzy dotknęli jego notesu. Ryūk jest znudzony, spędza całe dnie nad portalem do świata śmiertelników, podglądając ludzi. Uwielbia jabłka ze świata ludzi, które są dla niego jak narkotyk. W sprawie Kiry stara się być neutralny i tylko biernie obserwuje bieg wydarzeń. Mimo tego, czasem Lightowi udaje się nim manipulować, wykorzystując jego słabość do jabłek. Kiedy ciężko ranny Light ucieka przed policją, Ryūk zapisuje jego imię w swoim Notesie, tak jak się z nim na początku umówił.

## Odbiór
Tsugumi Ōba, jeden z twórców Death Note, powiedział, że Ryūk jest jego ulubionym shinigami. Chwaląc dzieło Obaty, Zac Bertschy z Anime News Network wyróżnił Ryūka jako główny przykład; opisując go jako groteskową, potężną bestię, taką rzecz, o której większość ludzi zapewne pomyślałaby, gdy zostanie poproszona o wyobrażenie sobie, jak wyglądałoby ponure widmo śmierci. W krytycznej polskiej recenzji dotyczącej serialu anime Notatnik śmierci przy okazji omawiania nadmiernie jednowymiarowo dobrych i złych postaci serialu shinigami Ryūk (oraz L) zostali uznani za ratujących sytuację.
Postać została wykorzystana jako motyw stylistyczny do produkcji licznych figurek, zabawek, gier oraz zegarków. Ryūk został wykorzystany jako jeden z przykładów w pracy Jolyona Thomasa, dotyczącej możliwego wpływu apokaliptycznych opowieści charakterystycznych dla mangi na członków sekty Aum Shinrikyō, którzy dokonali zamachu terrorystycznego za pomocą sarinu w tokijskim metrze, oraz wpływu tego wydarzenia na rozwój mangi powstałej po 1995 roku.